# Лінійні крейсери класу «G3»
Лінійні крейсери G3 були класом лінійних крейсерів, запланованих до Королівським флотом після закінчення Першої світової війни у відповідь на програми розширення військово-морського флоту Сполучених Штатів і Японії.  

## Конструкція
Чотири кораблі цього типу були б більшими, швидшими та сильніше озброєними, ніж будь-який існуючий лінкор (хоча кілька проектованих кораблів інших держав були б більшими). G3 вважалися справжніми «швидкими лінкорам», оскільки вони були добре збалансованими конструкціями з відповідним розмірам захистом. Незважаючи на це, цей клас був офіційно позначений як «лінійний крейсер» через їхню вищу швидкість і меншу вогневу міць і броню порівняно з запланованою конструкцією лінкора класу N3. На G3 було дев'ять 406 гармат і, як очікувалося, його швидкість мала досягти 32 вузли, тоді як N3-ті мали отримати дев’ять 457 мм гармат на тій же водотоннажність за рахунок меншої швидкості.
З метою обмеження площі бронювання для утримання розмірів кораблів у межах, які б дозволяли йому проходити Суецький канал, артилерію головного калібру сконцентрували у тоді нових для Королівського флоту тригарматних баштах. Крім того, вони всі були згруповані у носовій частині корабля.

## Замовлення та скасування
Проект G3 був схвалений Комітетом Адміралтейства 12 серпня 1921 року. Замовлення були розміщені в жовтні, але були призупинені в середині листопада незабаром після початку Вашингтонської військово-морської конференції, угода за результатами якої обмежила розміри лінкорів та фактично запровадила мораторій на будівництво нових кораблів. Замовлення були скасовані в лютому 1922 року після ратифікації Вашингтонського військово-морського договору, який обмежував будівництво кораблів водотоннажністю більше 35 000 тон.